# Harry Lange (Eishockeyspieler)
Harald „Harry“ Lange (* 5. Dezember 1983 in Klagenfurt am Wörthersee) ist ein ehemaliger deutsch-österreichischer Eishockeyspieler und derzeitiger -trainer, der in der DEL2 für den EC Bad Nauheim und die Dresdner Eislöwen aktiv war. Sein jüngerer Bruder Mathias ist ebenfalls Eishockeyspieler.

## Karriere
Lange begann seine Karriere in den Nachwuchsmannschaften des EC KAC und debütierte in der Saison 2000/01 in der Kampfmannschaft in der Bundesliga, nachdem er in der Nationalliga mit dem Team Telekom Austria Erfahrung mit dem Profi-Eishockey gesammelt hatte. Beim Team Telekom handelte es sich um ein kurzlebiges Projekt der beiden Kärntner Vereine EC KAC und EC VSV, das zum Ziel hatte, ein Farmteam in der zweiten Spielklasse zu etablieren. Lange blieb noch drei weitere Jahre beim EC KAC, konnte sich aber in der Mannschaft nicht durchsetzen. In der Saison 2004/05 wechselte er zum Ligakonkurrenten EC Graz 99ers und durchlebte mit dem Team eine sportliche Talfahrt, die über mehrere Jahre andauerte. Er blieb der Mannschaft jedoch weiterhin treu und entwickelte sich zu einem wichtigen und harten Arbeiter im Teamgefüge. Als Bill Gilligan die Mannschaft 2008 übernahm, stellten sich nach und nach auch Erfolge ein. Im Jahr 2009 verließ der bisherige Mannschaftskapitän Tommy Jakobsen die 99ers, und Gilligan ernannte Lange, der inzwischen zum langgedientesten Mannschaftsmitglied geworden war, zu dessen Nachfolger. 
Im Dezember 2011 wechselte Lange zum deutschen Zweitligateam Dresdner Eislöwen. Zwischen 2012 und 2018 spielte Lange für den EC Bad Nauheim und schaffte mit diesen den Aufstieg aus der Oberliga in die DEL2.
2018 beendete er seine Karriere und wurde Assistenztrainer beim EC Bad Nauheim. Im Februar 2021 wurde er zum Cheftrainer befördert und behielt diesen Posten drei Jahre bis zu seiner Entlassung im Februar 2024.

### International
Lange verzeichnete bisher vier Einberufungen in die Nachwuchs-Nationalmannschaften Österreichs und absolvierte insgesamt 20 Einsätze bei Weltmeisterschaften, wobei er acht Scorerpunkte erzielen konnte.

## Erfolge und Auszeichnungen
- 2001 Österreichischer Meister mit dem EC KAC
- 2004 Österreichischer Meister mit dem EC KAC
- 2013 Deutscher Oberliga-Meister mit dem EC Bad Nauheim

## Karrierestatistik

### International
(Legende zur Spielerstatistik: Sp oder GP = absolvierte Spiele; T oder G = erzielte Tore; V oder A = erzielte Assists; Pkt oder Pts = erzielte Scorerpunkte; SM oder PIM = erhaltene Strafminuten; +/− = Plus/Minus-Bilanz; PP = erzielte Überzahltore; SH = erzielte Unterzahltore; GW = erzielte Siegtore; 1 Play-downs/Relegation; Kursiv: Statistik nicht vollständig)